# Karen Hargreaves
Pour les articles homonymes, voir Leach et Hargreaves.
Karen Hargreaves, connue aussi sous son nom de mariage Karen Leach, née le 24 avril 1976, est une joueuse professionnelle de squash représentant le pays de Galles. Elle atteint le 26e rang mondial en mai 2000, son meilleur classement. 